# جايمي بارينتوس
جايمي بارينتوس (بالإسبانية: Jaime Barrientos)‏ هو لاعب كرة قدم ومدرب كرة قدم تشيلي، ولد في 20 مايو 1980 في تشيلي. لعب مع سانتياغو مورنينغ ‏.

## وصلات خارجية
- جايمي بارينتوس على موقع قاعدة بيانات كرة القدم.إي يو (الإنجليزية)
- جايمي بارينتوس على موقع Soccerway.com (الإنجليزية)